# Consubstantiation
 (mars 2010).
Si vous disposez d'ouvrages ou d'articles de référence ou si vous connaissez des sites web de qualité traitant du thème abordé ici, merci de compléter l'article en donnant les références utiles à sa vérifiabilité et en les liant à la section « Notes et références ».
Ne doit pas être confondu avec consubstantialité.
La consubstantiation est la doctrine protestante luthérienne par laquelle, lors de la Cène, le pain et le vin conservent leurs substances propres avec lesquelles coexistent les substances du corps et du sang du Christ. Cette notion, définie par Guillaume d’Occam ou Duns Scotus, fut reprise par Luther dans La Captivité babylonienne de l'Église en 1520. Elle s'oppose au dogme de la transsubstantiation des églises catholique et orthodoxe.

## Historique

### Moyen Âge
Le concept de consubstantiation prit naissance lors de la controverse qui opposa Paschase Radbert et Ratramne de Corbie, tous deux moines de l'abbaye de Corbie au IXe siècle. Dans son ouvrage, De corpore et sanguine Domini (Livre du corps et du sang du Seigneur), premier traité théologique sur l'Eucharistie, Paschase Radbert défendit la théorie selon laquelle le pain et le vin consacrés étaient réellement le corps et le sang de Jésus. Par la consécration, il y avait mutation transubstantielle du pain et du vin qui devenaient présence spirituelle du corps historique du Christ. 
Ratramne de Corbie, dans son ouvrage, De corpore et sanguine Domini (Sur le corps et le sang du Seigneur), répondit à Paschase Radbert en prétendant que, lors de la consécration eucharistique, le pain et le vin étaient des symboles mystiques offerts en mémoire du corps et du sang du Christ, conservant leur aspect extérieur tout en recelant une puissance divine que seule la foi conférait et permettait de connaître. Pour Ratramne, le pain et le vin ne se transformaient pas réellement en corps et en sang du Christ.
Le concile de Vercelli de 1050 ordonna qu'on brûlât l'ouvrage de Ratramne de Corbie et la théorie qu'il défendait fut également condamnée par l'Église catholique au synode de Latran de 1059.
Bien que mis à l'Index et condamné à être brûlé, le traité de Ratramne survécut. Les exemplaires de l'ouvrage qui échappèrent à la destruction circulèrent sous le manteau et alimentèrent la réflexion des Réformateurs protestants du XVIe siècle.

### Époque moderne
Lors de la Réforme protestante, Luther adopte l'idée de consubstantiation, sans toutefois utiliser expressément ce terme. Sa conception de la cène peut se résumer ainsi. :
1. Le pain et le vin consacrés à la fois restent substantiellement pain et vin et deviennent substantiellement corps et sang du Christ. Les espèces ont donc une double substance.
2. Le pain et le vin ne deviennent corps et sang du Christ que "saisis dans la Parole de Dieu, et liés à elle". Donc, après la fin de la célébration, le pain et le vin redeviennent du pain et du vin ordinaires[4].
3. La cène n'a aucun caractère sacrificiel. Luther comme Mélanchthon voient dans le sacrement une œuvre de Dieu offerte à l'être humain, et non l'inverse, qui correspondrait à un sacrifice. Mélanchthon a précisé qu'en rédigeant la Confession d'Augsbourg, il a écarté le mot "sacrifice" parce qu'il le trouvé équivoque, prêtant trop à malentendus[3].

S'éloignant encore davantage de la position catholique issue de l'Aquinate, Ulrich Zwingli, avec l'ensemble des protestants suisses de l'époque (Bâle, Berne, Lausanne, Zurich), contesta la position de Luther. Pour Zwingli, la Cène commémore, dans la communauté rassemblée, le dernier repas de Jésus avec ses disciples qui  nous rappelle tous les biens et grâces que Dieu nous a donnés par son fils Jésus-Christ. Il affirme que le Christ n'est pas corporellement présent dans le pain et le vin au moment de la communion mais qu'il est présent dans le cœur, l'esprit et la vie de ceux, rassemblés, qui les partagent. Cette présence réelle se déplace des espèces à l'assemblée. Malgré un accord sur 14 des 15 points en discussion, le colloque de Marbourg consacra en 1529 le désaccord entre les deux réformateurs sur cet unique point :  leur conception de la sainte cène. 
Jean Calvin (1509-1564) refuse de lier directement la réalité divine du Christ à des éléments matériels. Baptême et cène veulent cependant « nous offrir et présenter Jésus-Christ et en lui tous les trésors de sa grâce céleste ». pour lui, il y a bien une union réelle et substantielle du croyant avec le Christ lors de la cène, et il a le plus grand respect pour le sacrement de la cène, mais cette présence du Christ, si elle est bien réelle, n'est pas physique mais spirituelle. Cet enseignement sera réfuté par les luthériens, mais devient la position commune des réformés à partir de la 2e génération du protestantisme. En particulier, elle doit autant à Bullinger, le successeur de Zwingli à Zurich, qu'à Calvin lui-même. 
En 1551, au Concile de Trente, les catholiques réaffirmèrent le dogme de la transsubstantiation dans le cadre de la Réforme catholique, basant leur réflexion sur Thomas d'Aquin et condamnèrent une nouvelle fois le dogme de la consubstantiation, ainsi que les vues des autres réformateurs.
En fait, Thomas d'Aquin popularisait une théorie d'Aristote : la « substance », invention d'Aristote quand il conteste son maître Platon. Platon considère que le réel est constitué du monde intelligible (monde des idées), dont le monde que nous connaissons et duquel nous faisons partie (monde sensible) est un pâle reflet. Au contraire, Aristote décrit un monde constitué de « choses ». Chacune de ces « choses » est définie par des propriétés accidentelles fixées sur une « substance » essentielle. En résumé, la substance est la réalité ultime.

### Œcuménisme
Aux XXe et XXIe siècles, les Églises chrétiennes ont cherché à se rapprocher au sein du mouvement œcuménique mais les difficultés concernant la cène ne sont pas pour autant complètement aplanies. Ainsi que l'écrit André Gounelle, "une opposition au départ aussi radicale rend difficile de parvenir à une entente. Les textes d’accord luthéro-réformés contemporains n’arrivent pas à proposer une conception commune de la Cène ; aucune formulation ne peut en « rendre compte de manière satisfaisante », dit l’un d’eux, ce qui revient à reconnaître qu’on n’a pas trouvé de solution. Il n’y a là rien de déshonorant, car il s’agit d’un problème très compliqué. La différence subsiste donc, mais on admet qu’elle ne justifie pas une séparation et que peuvent faire partie d’une même Église les tenants des deux positions.". Les églises protestantes pratiquent néanmoins l'intercommunion. 
Tel n'est pas le cas entre catholiques et protestants. Pourtant, reprenant notamment les travaux du Groupe des Dombes, la communauté de Taizé a tenté de mettre au point des formulations eucharistiques pouvant convenir à l'ensemble des Églises chrétiennes, parlant d'un « mémorial sacrificiel ». S'agissant de la présence réelle, Frère Max de Taizé tente cette synthèse : "La présence réelle du corps et du sang du Christ ne suppose pas un changement physico-chimique, mais elle est la rencontre concrète avec la personne du Seigneur, Dieu et homme, qui se donne comme une nourriture."